# Bigfoot

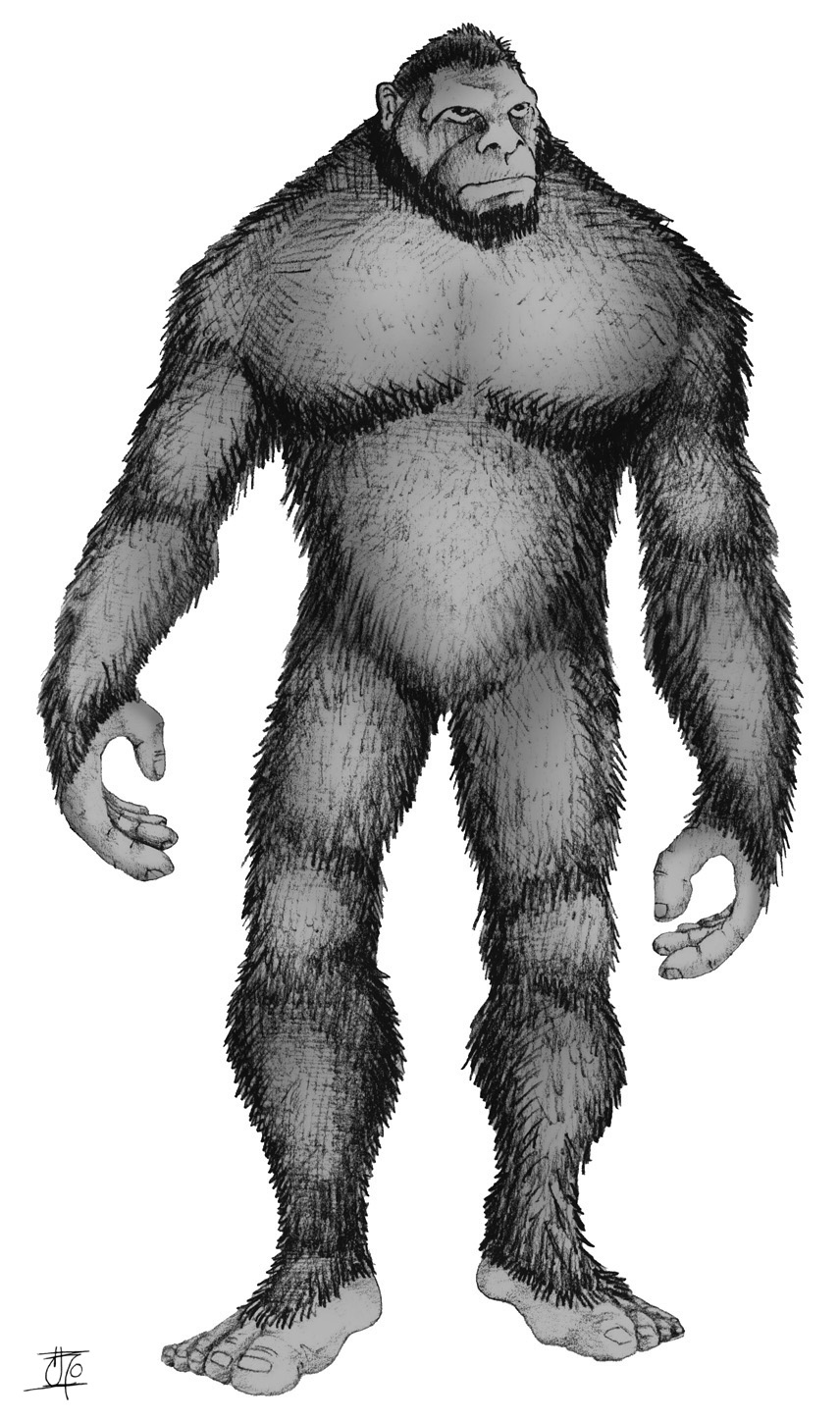
Reprezentare a unui Bigfoot

Bigfoot, cunoscut și Sasquatch, este un criptid cu asemănare de maimuță. Se pretinde că locuiește în păduri, în special în cele din regiunea de nord-vest dinspre Pacific a Americii de Nord. Bigfoot este descris de obicei ca o ființă umanoidă bipedă, păroasă și de mari dimensiuni. Termenul „sasquatch” provine de la cuvântul sásq’ets din limba halkomelem.
Oamenii de știință nu cred în existența acestui animal, conisderând că este o combinație de folclor, identificări eronate și fals, nu o ființă adevărată. Însă câțiva savanți precum Jane Goodall și Jeffrey Meldrum și-au exprimat clar interesul în bigfooți. Bigfoot-ul rămâne însă unul dintre exemplele faimoase de criptid din categoria criptozoologiei.

## Descriere
Bigfoot este descris drept o creatură cu înfățișare de maimuță, cu înălțimea între 2-3 m, cântărind aproximativ 230 kg și acoperit de o blană de culoare maro-întunecat sau roșcat-întunecat. Unii martori au spus că are ochi mari, sprâncene care ies ușor în evidență și o frunte mică. Se spune că unii martori au simțit un miros neplăcut în jurul creaturii. Urmele enorme de picioare care au fost găsite sunt de aproximativ 60 cm lungime și 20 cm lățime.

## Istorie
Chiar și primii navigatori de culoare albă sosiți în regiunea de nord-vest dinspre Pacific a Americii de Nord au auzit poveștile despre "omul pădurilor" care le fura proviziile. În câteva triburi indiene, există câteva sculpturi de piatră cu măști de maimuțe. Unul dintre acele triburi are drept simbol totemic un bigfoot. În anul 1811, în Munții Stâncoși au fost descoperite câteva urme uriașe de tălpi în zăpadă. În anul 1893, Theodore Roosevelt a publicat o poveste despre o "entitate misterioasă din păduri". În anul 1924, câțiva mineri aflați la lucru au spus că au fost atacați de o așa-zisă creatură-maimuță (locul atacului fiind numit în prezent Canionul Maimuțelor). În anii '40-'50 au existat câțiva martori ai unei apariții a creaturii. Prima înregistrare cu așa-zisa creatură a fost făcută pe data de 20 octombrie 1967 de către Roger Patterson și Robert Grimlin în Bluff Creek, California.

## Ipoteze
Conform teoreticienilor astronauților antici, Bigfoot ar putea fi un experiment hibrid extraterestru, prima specie inteligentă de pe Pământ, creat mai mult ca un sclav al acestora și care se ascunde de oameni, mai ales prin lungi tuneluri subterane. O altă teorie a acestor teoreticieni este aceea că Homo sapiens este adevăratul produs hibrid al extratereștrilor antici, iar Bigfoot ar fi ultimul reprezentant al speciei inteligente băștinașe.

## Cercetări
În 2012, prof. Bryan Sykes (University of Oxford) și Michel Sartori, directorul Muzeului de Zoologie din Lausanne, au lansat o inițiativă internațională cunoscută sub numele Oxford-Lausanne Collateral Hominid Project pentru a colecta și analiza probe ADN presupuse a proveni de la bigfoot. În iulie 2014, rezultatele analizelor au fost publicate în Proceedings of the Royal Society B, sub titlul „Genetic analysis of hair samples attributed to yeti, bigfoot and other anomalous primates”. Cercetătorii susțin că majoritatea probelor analizate provin de la animale cunoscute, iar două ar putea fi o specie necunoscută de urs. 